# Бермудо, Хуан
Хуан Берму́до (исп. Juan Bermudo; около 1510, Эсиха — после 1560) — испанский теоретик музыки, виуэлист и органист, композитор. Монах-францисканец.

## Очерк биографии и творчества
Биографические сведения о Бермудо скудны (заимствованы исключительно из его же письменных трудов). Происходил из обеспеченной семьи. В 1525 в Севилье вступил в орден францисканцев, затем изучал науки квадривия на факультете свободных искусств университета Алькалы. Между 1524 и 1534 гг. посетил кафедральный собор Толедо и пришёл в восторг от импровизационной полифонии местных певчих. Известно также о консультациях Бермудо (до 1549 г.) с капельмейстером гранадского двора Бернардином (Bernardino de Figueroa, ум. 1571). Другим важным консультантом работ Бермудо (в 1550-х годах) был композитор Кристобаль де Моралес. В 1550 г. Бермудо посетил клариссинский монастырь в Монтилье (Андалусия), посвятил аббатисе монастыря один из своих трактатов. 24 июня 1560 г. был избран на руководящую должность (definidor) в андалусийской епархии францисканцев. Дата и место смерти Хуана Бермудо неизвестны.
Главное творческое достижение Бермудо — трактат «Объяснение музыкальных инструментов» («Declaración de instrumentos musicales», 1555), в пяти книгах. Заглавие, обещающее рассмотрение музыкальных инструментов, не вполне соответствует содержимому трактата, в котором вокальная музыка (как григорианская монодия, так и новейшая церковная полифония) рассматривается наряду с инструментальной. Учитывая это, западные учёные толкуют заглавие в смысле musica instrumentalis Боэция, то есть как ссылку на всякую звучащую музыку (а не как на математическую и «спекулятивную» её теорию).
Наиболее ценно в труде Бермудо описание инструментов (подробно — виуэлы, но также клавишных инструментов, арфы и др.), а также практики современного автору инструментального музицирования, со многими «практическими» нотными примерами. С точки зрения теории музыки важна Третья книга, где автор обсуждает проблемы темперации, табулатурную нотацию, технику музыкальной композиции (особенно интабуляцию). Пятой книге, посвящённой учению о церковных тонах (в том числе, об их применении в многоголосной музыке), предшествует ценное введение Кристобаля де Моралеса (датировано 20 октября 1550 года). Первая книга — более или менее традиционное изложение эстетики и этики музыки (например, известный вопрос различия между «певчим» и «музыкантом»), этимологические и исторические экскурсы (обзор различных классификаций музыки). Среди (названных по имени) авторитетов, на которых ссылается Бермудо,— Боэций и Гвидо Аретинский, из новейших — философы Якоб Фабер и Джорджо Валла, музыканты Ф.Гафури и Г. Глареан.
Бермудо воспринимал свой трактат как основной труд жизни. Промежуточные результаты исследования он публиковал как отдельные труды. Так в 1549 году была издана Первая книга трактата («Libro primero»), которая по своим размерам почти равна позднейшим пяти книгам вместе взятым, а в следующем году — фрагмент Второй книги под названием «Arte tripharia».
Бермудо — автор романса «Mira Nero de Tarpeya» для голоса и виуэлы, а также ряда полифонических обработок для органа популярных (католических) гимнов, в том числе «Conditor alme siderum», «Ave maris stella» и «Vexilla regis prodeunt».

## Сочинения
Примечание. Все трактаты Бермудо написаны на испанском языке
- Libro primero [de la Declaración de instrumentos musicales] (s.l., 1549)
- Arte tripharia (s.l., 1550)
- Declaratión de instrumentos musicales (s.l., 1555); фрагмент трактата в переводе М. В. Иванова-Борецкого опубликован в кн. «Музыкальная эстетика западноевропейского средневековья и Возрождения» (М.: Музыка, 1966)